# Коломбо-Ратмалана (аеропорт)
Аеропорт Ратмалана (синг. රත්මලාන ගුවන්තොටුපළ, трансліт. Ratmalāna Guvantoṭupaḷa; там. இரத்மலானை வானூர்தி நிலையம், трансліт. Iratmalāṉai Vāṉūrti Nilaiyam) (IATA: RML, ICAO: VCCC) -  внутрішній аеропорт, що обслуговує місто Коломбо, столицю Шрі-Ланки. Це був перший міжнародний аеропорт країни, і був єдиним міжнародним аеропортом у Шрі-Ланці до інаугурації міжнародного аеропорту Бандаранайке в 1967 році. Аеропорт в даний час обслуговує декілька внутрішніх напрямків і є хабом для кількох авіаційних навчальних організацій. Релаксація правил останнім часом показала, що аеропорт відкритий для міжнародних корпоративних реактивних літаків та чартерних рейсів. Аеропорт розташований на 15 км на південь від міста Коломбо.

## Термінали
В даний час в аеропорту діють 2 термінали.
- Термінал 1: Міжнародні корпоративні реактивні літаки і внутрішні
- Термінал 2: Міжнародні регіональні операції

## Авіалінії та напрямки

### Пасажирські
| Авіакомпанія        | Пункт призначення                                                                                  |
| ------------------- | -------------------------------------------------------------------------------------------------- |
| Air Senok           | Чартер: Анурадхапура, Баттікалоа, Тринкомалі, Хамбантота-Маттала, Джафна, Когала, Сігірія          |
| FitsAir             | Чартер: Анурадхапура, Баттікалоа, Тринкомалі, Хамбантота-Маттала, Джафна, Когала, Сігірія, Вавунія |
| Helitours           | Тринкомалі, Хамбантота-Маттала, Джафна Чартер: Анурадхапура, Баттікалоа, Когала, Сігірія, Вавунія  |
| Millennium Airlines | Чартер: Анурадхапура, Джафна, Когала, Сігірія, Тринкомалі                                          |